# Manchitas (álbum de Jorge González)
Manchitas es el sexto álbum de estudio del músico chileno Jorge González.
Su lanzamiento se realizó el día 13 de agosto de 2018, exactamente el mismo día que el músico era reconocido con el premio Figura Fundamental de la Música Chilena e icono ilustre del mejor rock chileno  otorgado por la Sociedad Chilena de Autores e Intérpretes Musicales (SCD).
El álbum, grabado en el verano de 2018 en su residencia en San Miguel, es el primer álbum de estudio desde el accidente cerebrovascular que le afectase en el 2015. Después de su llamada "trilogía berlinesa" (los tres discos acústicos que grabó en Berlín entre 2012 y 2014), en este material retoma la faceta electrónica que ha explorado a lo largo de su carrera.
Si bien el animal de la portada es un gato, el título del álbum se debe al nombre del perro de una amiga.

## Lista de canciones
Todas las canciones escritas y compuestas por Jorge González. 
| N.º   | Título        | Duración |  |
| 1.    | «Manchitas A» | 4:42     |  |
| 2.    | «Manchitas B» | 6:04     |  |
| 3.    | «Manchitas C» | 6:46     |  |
| 4.    | «Manchitas D» | 5:46     |  |
| 5.    | «Manchitas E» | 5:42     |  |
| 6.    | «Manchitas F» | 4:42     |  |
| 7.    | «Manchitas G» | 4:13     |  |
| 8.    | «Manchitas H» | 6:24     |  |
| 9.    | «Manchitas I» | 4:52     |  |
| 10.   | «Manchitas J» | 5:16     |  |
| 59:23 |               |          |  |

## Créditos
- Jorge González Ríos - compositor, intérprete, producción, mezcla.
- Marco González Ríos - producción, artwork, diseño, fotografía.
- Gonzalo González (Estudios Triana) - masterización.

- Datos: Q56437686